# Sair Ira
Koordinaten: 8° 26′ 40″ S, 127° 13′ 43″ O
Sair Ira ist eine Quelle des osttimoresischen Flusses Vero. Sie befindet sich im Suco Tutuala (Gemeinde Lautém) auf einem Hügel und besteht aus mehreren Becken. In der Quelle finden sich die Fischarten Anguilla marmorata, Bunaka gyrinoides, Eleotris fusca und Giuris magaritacea.